# NGC 3743
NGC 3743 is een elliptisch sterrenstelsel in het sterrenbeeld Leeuw. Het hemelobject werd op 18 maart 1874 ontdekt door de Britse astronoom Ralph Copeland.

## Synoniemen
- ZWG 126.106
- NPM1G +21.0301
- PGC 35855